# 布拉卡
布拉卡（義大利語：Bracca），是意大利贝加莫省的一个市镇。总面积5平方公里，人口748人，人口密度149.6人/平方公里（2009年）。国家统计（ISTAT）代码为016035。